# Deborah Hartmann
Deborah Hartmann (* 27. Oktober 1984 in Wien) ist eine österreichisch-israelische Politikwissenschaftlerin, die insbesondere in der historischen und historisch-politischen Bildungsarbeit tätig ist. Seit Dezember 2020 leitet sie die Gedenkstätte Haus der Wannsee-Konferenz.

## Werdegang
Deborah Hartmann wuchs in Wien auf. Ihre Urgroßeltern wurden während des Holocausts aus Wien deportiert und ermordet.
Sie besuchte das Realgymnasium Zwi-Perez-Chajes-Schule. Dort verfasste sie unter anderem eine Arbeit über den Fall Taras Borodajkewycz, die mit dem Walter-Kohn-Preis ausgezeichnet wurde. Anschließend studierte sie an der Universität Wien und an der Freien Universität Berlin Politikwissenschaft. 2012 schloss sie ihr Studium bei Johann Dvořák mit einer Arbeit über Europa und die Erinnerung an die Shoah: Zwischen universellem Gedächtnis und partikularen Erinnerungen ab, in der sie sich kritisch mit der europäischen Erinnerungskultur auseinandergesetzt und diese im Hinblick auf jüdische Perspektiven untersucht hat.
Seit 2007 ist Hartmann Mitarbeiterin der International School for Holocaust Studies Yad Vashem in Jerusalem, wo sie zunächst als pädagogische Mitarbeiterin in der deutschsprachigen Bildungsabteilung tätig war. Von 2011 bis 2014 repräsentierte sie die Institution im deutschsprachigen Raum. In dieser Zeit war sie auch als pädagogische Mitarbeiterin im Center für Digitale Systeme/Visual History Archive an der Freien Universität Berlin und im American Jewish Committee Berlin tätig. Zudem unterrichtete sie am Institut für Politikwissenschaft an der Universität Wien über „Zeugen und Zeugnisse der Shoah“ sowie „Der Holocaust im kollektiven Gedächtnis“.
2015 wurde Hartmann die Leitung der deutschsprachigen Bildungsabteilung an der International School for Holocaust Studies übertragen. Die Abteilung unterhält Beziehungen mit Partnern in allen deutschen Bundesländern sowie in Österreich und der Schweiz. Neben der Konzeption und Herstellung von Bildungsmaterialien und Unterrichtskonzepten zur Vermittlung der Geschichte des Holocaust führt sie mit ihrem Team insbesondere deutschsprachige Fortbildungsprogramme für Multiplikatoren durch.
Seit 2017 ist Hartmann Mitglied im wissenschaftlichen Beirat der KZ-Gedenkstätte Mauthausen.
Im August 2020 wurde bekanntgegeben, dass Hartmann zum 1. Dezember 2020 in Nachfolge von Hans-Christian Jasch, der ins Bundesinnenministerium zurückwechselt, die Leitung der Gedenk- und Bildungsstätte Haus der Wannsee-Konferenz übernimmt.

## Schwerpunkte
Hartmann beschäftigt sich insbesondere mit multiperspektivischen und transnationalen Ansätzen zur Vermittlung der Geschichte des Holocaust. In diesem Kontext kommen insbesondere der Integration jüdischer Perspektiven sowie der kritischen Einbeziehung von Täterperspektiven besondere Bedeutung zu. Daneben liegen ihre Arbeits- und Forschungsschwerpunkte auf europäischer, deutscher, österreichischer und israelischer Erinnerungskultur, der Geschichte des Antisemitismus sowie Ansätzen antisemitismuskritischer Bildungsarbeit, jüdischen Positionen zum Holocaust (u. a. Jean Améry, Hannah Arendt und Theodor W. Adorno) sowie der Entwicklung altersspezifischer Zugänge zur Vermittlung des Holocaust. Die Ergebnisse ihrer pädagogischen und wissenschaftlichen Arbeit hat Hartmann in mehreren Aufsätzen in Fachzeitschriften und Sammelbänden publiziert.

## Veröffentlichungen
- Geschichte und Gegenwart, eine komplexe Beziehung: Jüdische Perspektiven und Verbindungslinien zur historischen Erfahrung der Shoah. In: Bildung und Erziehung 73.3 (2020): 242–258.
- mit Tobias Ebbrecht-Hartmann: Der Opfer gedenken – Über Täter/innen lernen. Die israelische Gedenkstätte Yad Vashem als Resonanzort. In: Das Umkämpfte Museum. Zeitgeschichte ausstellen zwischen Dekonstruktion und Sinnstiftung, Hrsg.: Heidemarie Uhl, Ljiljana Radonić. Transcript, Bielefeld 2020, ISBN 978-3-8394-5111-3.
- mit Katja Krause: Wessen Zeugenschaft? Überlegungen zum Begriff des ‘Zeitzeugen’ und dessen Verwendung im Jahr 2013. In: Informationen. Wissenschaftliche Zeitschrift des Studienkreises Deutscher Widerstand 1933-1945. Nr. 78, 2013.
- ’Was mir anliegt, das ist die Beschreibung der subjektiven Verfassung des Opfers.’ Jean Améry, Theodor W. Adorno und das Jude-Sein nach Auschwitz. In: An den Grenzen des Geistes. Jean Améry zum 100. Geburtstag.Hrsg.: Birte Hewera, Miriam Mettler. Tectum, Marburg 2013, ISBN 978-3-8288-3218-3.
- Lernen über den Holocaust – Altersspezifische Zugänge und Materialien der Gedenkstätte Yad Vashem in Jerusalem. In: Kinder und Zeitgeschichte: Jüdische Geschichte und Gegenwart, Nationalsozialismus und Antisemitismus. Beiheft 8 widerstreit-sachunterricht, Hrsg.: Isabel Enzenbach, Detlef Pech, Christina Klätte. Berlin 2012.[16]
- Europa und die Erinnerung an die Shoah: zwischen universellem Gedächtnis und partikularen Erinnerungen. Diplomarbeit Univ. Wien. 2012, doi:10.25365/thesis.18814.